# 稚內市議會
稚內市議會是日本北海道稚內市的立法機關。目前議長為無黨籍的中井淳之助，副議長由公明黨的鈴木茂行擔任。

## 概要
- 議員名額：18人（2017年6月1日現在議員數16人、缺額2人）
- 任期：4年
- 現職議員選舉投票率：59.09%（平成27年4月26日舉行）
- 選區：全市為單一選區的複數選區制（不可轉移單票制）
- 議長：中井淳之助（無黨籍、任期中脫離市民俱樂部）
- 副議長：鈴木茂行（公明黨）

## 議員名單
| 會派（政黨）   | 議席數 | 議員（通算期數、職位）                                            |
| -------------- | ------ | ----------------------------------------------------------------- |
| 自民・政友會   | 3      | 田森和文（6，代表）、川崎真敏（2，幹事長）、岡本雄輔（5）         |
| 自由俱樂部     | 3      | 吉田孝史（3，代表）、伊藤正志（2，副代表）、橫澤輝樹（3，幹事長） |
| 公明黨         | 3      | 鈴木茂行（5，幹事長，副議長）、鈴木利行（3，代表）、近藤文惠（1） |
| 市民俱樂部     | 2      | 藤谷良幸（6，代表）、吉田大輔（1）                                |
| 日本共產黨     | 2      | 佐藤由加里（2，代表）、中尾利一（1，幹事長）                      |
| 無黨籍         | 2      | 中井淳之助（6，議長，市民俱樂部）、千葉一幸（1，自由俱樂部）      |
| 市民共生俱樂部 | 1      | 本田滿（3）                                                       |

## 外部連結
- 稚内市議会 （页面存档备份，存于） （日語）